# Вёрне (округ)
Административный округ Вёрне (нидерл. arrondissement Veurne, западнофлам. arroundissement Veurne, фр. arrondissement administratif de Furnes) — один из восьми административных округов в провинции Западная Фландрия Бельгии. Это и административный, и судебный округ одновременно. Однако в состав судебного округа Вёрне также входят все коммуны округа Диксмёйде.

## История
Впервые был образован 17 февраля 1800 года как один из четырёх округов департамента Лис во время административной реформы во Франции и учреждении префектур. Состоял из четырёх кантонов: Вёрне, Диксмёйде, Ньивпорт и Харинге. После падения Первой французской империи 11 апреля 1814 года перешёл под юрисдикцию Нидерландов. С 1830 года, после обретения независимости Бельгией, в её составе. В нынешних границах округ существует с 1977 года.

## Коммуны

### Административный округ
Административный округ Вёрне состоит из следующих коммун:
- Алверингем
- Вёрне
- Де-Панне
- Коксейде
- Ньивпорт

### Судебный округ
Судебный округ Вёрне состоит из коммун административных округов Вёрне и Диксмёйде.
- Алверингем (Вёрне)
- Вёрне (Вёрне)
- Де-Панне (Вёрне)
- Диксмёйде (Диксмёйде)
- Коксейде (Вёрне)
- Кортемарк (Диксмёйде)
- Кукеларе (Диксмёйде)
- Лоо-Ренинге (Диксмёйде)
- Ньивпорт (Вёрне)
- Хаутхюлст (Диксмёйде)

## Демография
Перепись населения
- Источник данных — INS (Статистическое бюро Бельгии)